# Monarchie irlandaise
La monarchie irlandaise est le régime politique mis en place en Irlande lorsque le pays devient un dominion indépendant au sein du Commonwealth. L'État connu aujourd'hui sous le nom d'Irlande est le successeur de l'État libre d'Irlande qui a existé de 1922 à 1937. Conformément à sa Constitution et aux termes du traité anglo-irlandais qui organise la partition du pays, l'État libre d'Irlande est une monarchie constitutionnelle, en union personnelle avec le Royaume-Uni et d'autres États membres du Commonwealth. Le monarque, en tant que chef de l'État, est représenté dans l'État libre d'Irlande par un gouverneur général, qui exerce la plupart des fonctions dévolues au souverain sur la base des conseils des représentants irlandais élus.
Le Statut de Westminster de 1931 accorde une souveraineté élargie aux dominions du Commonwealth, et permet à l'État irlandais de modifier sa Constitution et de légiférer en dehors des termes du traité. Aussi, la loi sur l'autorité exécutive de 1936, promulguée en réponse à l'abdication d'Édouard VIII, supprime le rôle du roi d'Irlande à des fins internes et ne lui laisse que quelques fonctions formelles dans les relations extérieures en tant que « symbole de coopération » avec les autres nations du Commonwealth. Entrée en vigueur en décembre 1937, la Constitution de l'Irlande crée quant à elle le poste de président de l'Irlande, qui est pourvu pour la première fois en juin 1938, mais le monarque conserve son rôle dans les affaires étrangères, laissant ouverte la question de savoir lequel des deux personnages est alors le chef d'État officiel du pays. La loi sur la république d'Irlande de 1948 met fin à la position statutaire du monarque à des fins extérieures et transfère ces fonctions au président avec effet en avril 1949. À partir de cette date, l'Irlande est incontestablement une république.

## Histoire
Le traité anglo-irlandais est conclu pour mettre fin à la guerre d'indépendance irlandaise de 1919-1921 entre les révolutionnaires irlandais, partisans d'une République irlandaise, et le Royaume-Uni de Grande-Bretagne et d'Irlande. Le traité prévoit que l'État libre d'Irlande — qui exclut l'Irlande du Nord — soit un dominion autonome et autogouverné au sein du Commonwealth, avec le monarque britannique comme chef d'État, au même titre que le Canada ou l'Australie.
Le démantèlement de la République irlandaise proclamée en 1919, l'imposition d'une monarchie constitutionnelle et le maintien des liens avec la Grande-Bretagne sont néanmoins particulièrement contestés par de nombreux nationalistes irlandais et le traité fait l'objet de vifs débats au deuxième Dáil (le parlement révolutionnaire de la République irlandaise). Le président de la République, Éamon de Valera, s'oppose au statut de dominion proposé pour l'Irlande et préconise plutôt un statut d'association externe, en vertu duquel l'Irlande serait « associée » au Commonwealth et « reconnaîtrait Sa Majesté Britannique comme chef de l'association », mais pas comme roi ou chef d'État de l'Irlande. Cependant, le Dáil approuve de justesse le traité et Éamon de Valera démissionne en signe de protestation.

## Rôle constitutionnel
En vertu de la Constitution du nouvel État libre d'Irlande ainsi créé, le roi exerce l'autorité exécutive du pays, nomme les membres du cabinet, dissout le Parlement et promulgue les lois. Toutefois, toutes ces fonctions sont déléguées au gouverneur général de l'État libre d'Irlande, comme dans les autres dominions du Commonwealth. Le titre du représentant du roi n'est pas spécifié dans le traité anglo-irlandais. Le républicain Michael Collins, membre de la délégation irlandaise durant les négociations du traité, a envisagé un certain nombre d'alternatives, notamment commissaire du Commonwealth britannique et président de l'Irlande, mais le gouvernement de l'État opte finalement pour le titre de gouverneur général car il s'agit du même titre que celui utilisé dans les autres dominions. Le titre irlandais de la fonction est Seanascal, qui signifie plutôt « haut intendant ».

### Pouvoirs exécutif et législatif
En vertu de la Constitution initiale de l'État libre d'Irlande de 1922, le monarque possède un certain nombre de fonctions officielles.
L'autorité exécutive de l'État est formellement dévolue au monarque mais exercée par le gouverneur général. En vertu de l'article 51, le gouverneur général est tenu d'agir sur l'avis du Conseil exécutif. Le président du Conseil exécutif est nommé par le gouverneur général après avoir été sélectionné par le Dáil Éireann (la chambre basse du Parlement). Les autres ministres sont nommés sur proposition du président du Conseil exécutif, sous réserve d'un vote d'approbation au Dáil.
Le gouverneur général, au nom du monarque, convoque et dissout l'Oireachtas sur l'avis du Conseil exécutif. Le monarque est officiellement, avec le Dáil et le Sénat, l'une des trois composantes de l'Oireachtas. Aucun projet de loi ne peut entrer en vigueur avant d'avoir reçu la sanction royale, qui est accordée par le gouverneur général au nom du monarque. Le gouverneur général a théoriquement le droit d'opposer son veto à un projet de loi ou de le réserver « au plaisir de Sa Majesté », c'est-à-dire de présenter directement le texte au roi pour qu'il prenne une décision personnelle, ce qui revient à reporter d'un an au maximum la décision de promulguer ou non le projet de loi.

### Pouvoir judiciaire
Tous les juges sont nommés par le gouverneur général, au nom du monarque, sur l'avis du Conseil exécutif.

### Relations internationales
Le monarque accrédite les ambassadeurs et reçoit les lettres de créance des diplomates étrangers ; les ministres signent les traités internationaux en son nom. Le rôle du roi dans les affaires étrangères de l'État libre est la seule fonction qu'il ait conservée après la loi sur l'autorité exécutive de 1936 (voir infra).

## Titre du souverain
Alors qu'Henri VIII d'Angleterre a adopté le titre de roi d'Irlande en tant que titre distinct en 1544, ce titre est inclus dans un titre royal unique lors de l'unification formelle de l'Irlande et de la Grande-Bretagne en 1801, et aucun titre distinct n'est rétabli pour être utilisé en Irlande entre 1922 et 1949. Aussi, le texte initial de la Constitution de l'État libre d'Irlande de 1922 désigne simplement le monarque comme « le roi », sans autre précision. Toutefois, le libellé du titre est modifié par la loi sur les titres royaux et parlementaires de 1927, dont l'adoption par le Parlement du Royaume-Uni a été convenue lors de la conférence impériale de 1926, à la demande des représentants de l'État libre d'Irlande, de manière à refléter l'évolution de la situation politique irlandaise. Durant cette période, les monarques ont porté successivement les titres suivants :
- 1922-1927 : « Roi du Royaume-Uni de Grande-Bretagne et d'Irlande et des dominions britanniques par-delà les mers, défenseur de la foi, empereur des Indes » ;
- 1927-1948 : « Roi de Grande-Bretagne et d'Irlande et des dominions britanniques par-delà les mers, défenseur de la foi, empereur des Indes » ;
- 1948-1949 : « Roi de Grande-Bretagne et d'Irlande et des dominions britanniques par-delà les mers, défenseur de la foi »[N 2],[N 3].

## Serment d'allégeance

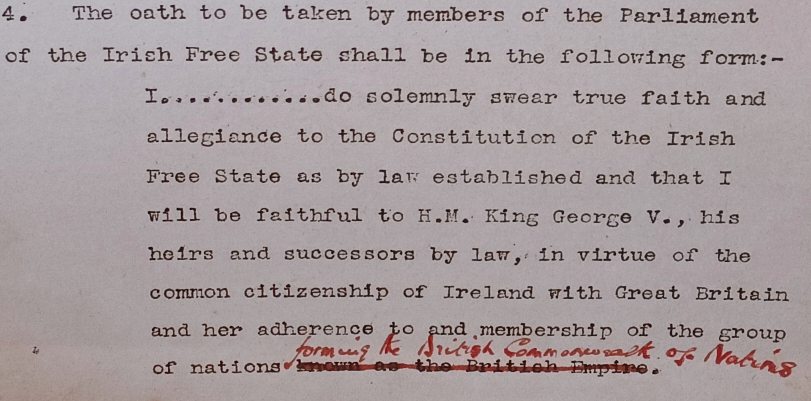
Projet de serment d'allégeance de 1921, avec les mots British Empire (Empire britannique) barrés à la main et la mention British Commonwealth of Nations ajoutée au stylo rouge.

Le serment d'allégeance est inclus dans l'article 17 de la Constitution de l'État libre d'Irlande de 1922. Il se lit comme suit :
« I (name) do solemnly swear true faith and allegiance to the Constitution of the Irish Free State as by law established, and that I will be faithful to His Majesty King George V, his heirs and successors by law in virtue of the common citizenship of Ireland with Great Britain and her adherence to and membership of the group of nations forming the British Commonwealth of Nations. »
« Je (nom) jure solennellement fidélité et allégeance à la Constitution de l'État libre d'Irlande telle qu'elle est établie par la loi, et que je serai fidèle à Sa Majesté le roi George V, à ses héritiers et successeurs légaux en vertu de la citoyenneté commune de l'Irlande avec la Grande-Bretagne et de son adhésion au groupe de nations formant le Commonwealth britannique des Nations. »
Les mots « allégeance à la Constitution de l'État libre d'Irlande » ont été repris de la version préférée par Éamon de Valera, qui se lisait comme suit : « Je (nom) jure solennellement fidélité et allégeance à la Constitution de l'État libre d'Irlande, au traité d'association et de reconnaître le roi de Grande-Bretagne comme chef des États associés ».
En outre, la fondation de l'État libre d'Irlande intervient à une époque où tous les dominions de l'Empire britannique s'affirment de plus en plus comme des partenaires du Royaume-Uni plutôt que comme ses colonies, un processus que la participation irlandaise aux affaires impériales contribue à accélérer. Ainsi, alors que depuis les années 1880, l'Empire était parfois désigné sous le nom de Commonwealth des Nations, le texte du serment d'allégeance issu du traité anglo-irlandais constitue la première utilisation de cette expression de manière distincte dans le droit législatif ; elle a remplacé l'expression « Empire britannique » au cours des négociations.

## Diminution du rôle de la monarchie

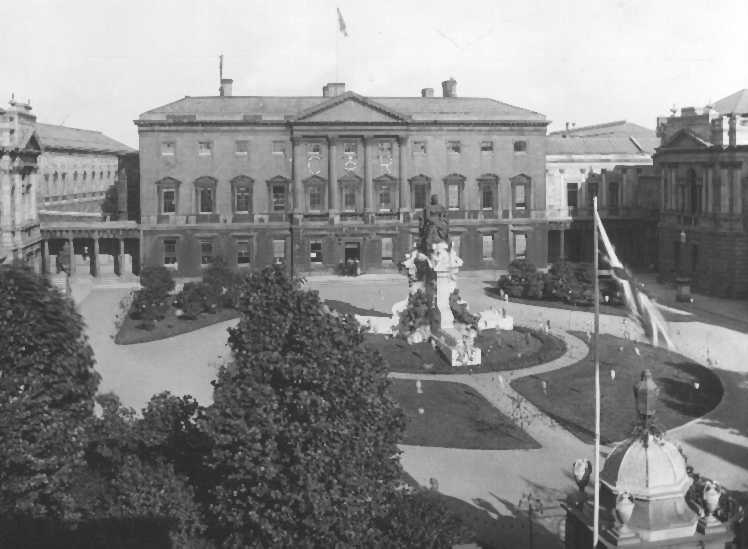
Leinster House, siège du Parlement irlandais, décorée pour la visite du roi George V et de la reine Mary (1911).

La déclaration Balfour publiée à l'issue de la conférence impériale de 1926 reconnaît formellement l'égalité des dominions entre eux et avec le Royaume-Uni, et établit que les gouverneurs généraux des dominions ne prendront désormais conseil qu'auprès de leurs gouvernements respectifs. Cette égalité est retranscrite dans la loi par le Statut de Westminster de 1931, qui, entre autres dispositions, accorde à l'État libre d'Irlande la liberté de modifier sa Constitution en dehors des conditions fixées par le traité anglo-irlandais. Patrick McGilligan, ministre des Affaires extérieures de l'État libre, présente le Statut de Westminster comme étant en grande partie le fruit des efforts de l'État libre d'Irlande pour garantir aux autres dominions les mêmes avantages que ceux dont il bénéficiait déjà en vertu de ce traité.
Les élections générales irlandaises de 1932 sont remportées par le Fianna Fáil, dirigé par Éamon de Valera, sur la base d'un programme à tendance républicaine. Au cours des années suivantes, le gouvernement irlandais commence à réduire la visibilité et le rôle officiel du roi et du gouverneur général. Domhnall Ua Buachalla, ancien député républicain du Fianna Fáil, est nommé gouverneur général à la fin de 1932 ; sur les conseils de son gouvernement, il se retire de tous les rôles publics et cérémoniels, remplissant de manière superficielle les fonctions minimales requises par la Constitution. Le rôle du gouverneur général en matière de crédits budgétaires et son droit de veto sur les lois sont abolis, tout comme le serment d'allégeance. Aucun traité nécessitant l'assentiment du roi en tant que chef d'État n'est signé entre 1931 et 1937. Deux méthodes sont utilisées pour contourner ce problème : les traités bilatéraux sont conclus au niveau du gouvernement plutôt qu'au niveau du chef d'État ; pour les traités multilatéraux, l'État libre d'Irlande choisit de ne pas s'inscrire lors de la signature initiale du traité, mais d'y adhérer quelques mois plus tard par l'intermédiaire de son ministre des Affaires extérieures.

### Abdication d'ÉdouardVIIIet loi sur l'autorité exécutive
En janvier 1936, le roi George V meurt, et son fils aîné lui succède, sous le nom de règne d'Édouard VIII. Le règne du nouveau roi ne dure que onze mois et il abdique en décembre de la même année, remplacé par George VI. Alors que tous les Parlements des dominions doivent ratifier ce changement de monarque, le gouvernement d'Éamon de Valera décide de profiter de cette occasion pour modifier radicalement la Constitution.
La loi constitutionnelle (amendement no 27) de 1936, rapidement adoptée par l'Oireachtas en réponse à l'abdication, abolit le poste de gouverneur général et transfert la plupart des fonctions du monarque à d'autres organes du gouvernement. Ainsi, le pouvoir exécutif est par exemple transféré directement au Conseil exécutif, le droit de nommer le président du Conseil exécutif est explicitement confié au Dáil Éireann (la chambre basse du Parlement) et le pouvoir de promulguer des lois est transféré au Ceann Comhairle (président du Dáil). L'amendement constitutionnel prévoit toutefois également, sans mentionner spécifiquement le monarque, que l'État soit représenté par lui dans les affaires extérieures avec d'autres pays et leurs représentants. La loi sur l'autorité exécutive, adoptée peu après l'amendement constitutionnel, donne vie à cette disposition en stipulant :

« Tant que l'État libre d'Irlande sera associé aux nations suivantes, à savoir l'Australie, le Canada, la Grande-Bretagne, la Nouvelle-Zélande et l'Afrique du Sud, et tant que le roi reconnu par ces nations comme le symbole de leur coopération continuera à agir au nom de chacune de ces nations (sur l'avis de leurs différents gouvernements) aux fins de la nomination de représentants diplomatiques et consulaires et de la conclusion d'accords internationaux, le roi ainsi reconnu pourra […] agir au nom de l'État libre d'Irlande aux mêmes fins, sur l'avis du Conseil exécutif. »

Ainsi, pendant la dernière année d'existence de l'État libre d'Irlande, le rôle du roi d'Irlande se limite aux affaires diplomatiques et étrangères — un rôle traditionnel de chef d'État — mais il n'exerce aucune fonction officielle en matière de législation nationale ou de gouvernance. La loi reconnaît également l'abdication d'Édouard VIII et l'accession de son frère au trône sous le nom de règne de George VI, comme les autres membres indépendants du Commonwealth.

### Adoption de la Constitution irlandaise de 1937
En 1937, une nouvelle Constitution est adoptée sur la proposition d'Éamon de Valera, établissant l'État irlandais contemporain appelé Éire, ou en anglais Ireland. Elle ne décrit ni ne déclare que l'État est une république, et n'utilise pas de termes tels que « république d'Irlande » ou « République irlandaise ».
Cette nouvelle Constitution comble le vide laissé par l'abolition du poste de gouverneur général en créant celui de président de l'Irlande élu au suffrage universel direct. Le président « prend le pas sur toutes les autres personnes de l'État », mais il n'est pas explicitement décrit comme chef de l'État. Le président est désormais chargé des fonctions cérémonielles de dissolution du Parlement, de nomination du gouvernement et de promulgation de la loi. Contrairement à la plupart des chefs d'État des régimes parlementaires, le président n'est même pas le chef nominal de l'exécutif. Au lieu de cela, le rôle d'exercer l'autorité exécutive est explicitement accordé au gouvernement (en pratique, au Taoiseach, un rôle similaire à celui de président du Conseil exécutif de l'État libre d'Irlande). La Constitution, comme celle de 1922 qui la précédait, contient également de nombreuses dispositions typiques des Constitutions républicaines, stipulant, par exemple, que la souveraineté réside dans le peuple et interdisant l'octroi de titres de noblesse.
L'article 29 de la nouvelle Constitution reprend la modification de la précédente, adoptée en 1936, en permettant à l'État de faire exercer ses relations extérieures par le roi. Cette disposition signifie que la loi sur l'autorité exécutive continue à avoir force de loi (jusqu'à ce que le législateur en décide autrement) et que le monarque continue donc à représenter l'État irlandais à l'étranger lorsqu'il est habilité à le faire.

### Ambiguïté sur l'identité du chef d'État de 1936 à 1949
Après l'adoption de la loi sur l'autorité exécutive de 1936, certains commentateurs considèrent qu'il n'était pas clair si l'État irlandais était devenu une république ou restait une forme de monarchie constitutionnelle et, à partir de 1937, si son chef d'État était le président de l'Irlande ou le roi George VI. Si le pouvoir exécutif a continué à être exercé, de facto, par le chef du gouvernement, le statut constitutionnel exact de l'État au cours de cette période a fait l'objet de controverses scientifiques et politiques.
De 1936 à 1949, le rôle du monarque en Irlande, réduit à quelques fonctions officielles dans le domaine des relations internationales, est invisible pour la plupart des Irlandais. Le roi George VI ne visite jamais l'Irlande pendant cette période et, depuis l'abolition de la fonction de gouverneur général, il n'a pas de représentant officiel dans le pays. Le gouvernement irlandais cesse également de participer activement aux institutions du Commonwealth après la conférence impériale de 1932. Le président de l'Irlande, en revanche, joue un rôle clé dans les cérémonies publiques importantes. En 1945, interrogé sur le statut du pays, Éamon de Valera insiste sur le fait qu'il s'agit d'une république, indiquant : « Nous sommes une république indépendante, associée dans le cadre de notre politique extérieure aux États du Commonwealth britannique ».
Malgré l'explication d'Éamon de Valera, de nombreux politologues considèrent que la représentation d'une nation à l'étranger est le rôle clé d'un chef d'État. La question ressurgit en 1948, au cours d'une visite officielle au Canada du nouveau Taoiseach John A. Costello. Lors du dîner d'État, seul un toast au roi est proposé par le gouverneur général du Canada, Harold Alexander, en dépit de l'accord prévoyant des toasts distincts pour le roi et pour le président de l'Irlande, ce qui provoque la fureur de la délégation irlandaise. D'origine nord-irlandaise, Harold Alexander a par ailleurs placé des symboles loyalistes, notamment une réplique du célèbre canon Roaring Meg utilisé lors du siège de Derry, devant un Taoiseach contrarié lors du dîner. Peu après, alors qu'il se trouve encore à Ottawa, John A. Costello annonce que son gouvernement présentera un projet de loi qui fera sans ambiguïté de son pays une république. Selon le biographe de Costello, David McCullagh, il s'agit d'une réaction impulsive à l'offense causée par Harold Alexander. Pourtant, des membres du cabinet de l'époque ont affirmé que la décision avait déjà été prise et qu'elle avait été annoncée prématurément parce qu'elle avait fuité dans le Sunday Independent.

### Adoption de la loi sur la république d'Irlande de 1948
Quoi qu'il en soit, le projet de loi sur la république d'Irlande est bientôt présenté à l'Oireachtas. Lors du débat sur la loi au Sénat, en décembre 1948, John A. Costello fait valoir que le projet de loi fera du président de l'Irlande le chef de l'État irlandais. Le parti d'Éamon de Valera, principale force d'opposition au Dáil Éireann, ne s'oppose pas au projet de loi, qui est rapidement adopté. Ainsi, le texte abroge la loi sur l'autorité exécutive de 1936, stipule que la « description de l'État » est la « république d'Irlande », et prévoit que les relations extérieures de l'État relèveront dorénavant des attributions du président.
La loi entre en vigueur le 18 avril 1949, lundi de Pâques, pour commémorer la proclamation de la République irlandaise qui a été lue par Patrick Pearse au début de l'insurrection de Pâques 1916. La déclaration explicite de l'Irlande en tant que république entraîne automatiquement la fin de son appartenance au Commonwealth, conformément aux règles en vigueur à l'époque. Le Royaume-Uni réagit à la loi sur la république d'Irlande en promulguant l'Ireland Act 1949. Cette loi affirme formellement que l'État irlandais a, au moment de l'entrée en vigueur de la loi sur la république d'Irlande, cessé « de faire partie des dominions de Sa Majesté » et ne fait donc plus partie du Commonwealth.

## Liste des monarques
| No | Portrait     | Nom                                           | Début de règne   | Fin de règne                                        |
| -- | ------------ | --------------------------------------------- | ---------------- | --------------------------------------------------- |
| 1  | George V     | George V (3 juin 1865 – 20 janvier 1936)      | 6 décembre 1922  | 20 janvier 1936                                     |
| 2  | Édouard VIII | Édouard VIII (23 juin 1894 – 28 mai 1972)     | 20 janvier 1936  | 11 décembre 1936                                    |
| 3  | George VI    | George VI (14 décembre 1895 – 6 février 1952) | 11 décembre 1936 | 29 décembre 1937 (de facto) 18 avril 1949 (de jure) |